# Semliki
Semliki er en 140 km lang flod der løber i Den Demokratiske Republik Congo (DRC) og Uganda i Central- og Østafrika. Den løber nordpå fra Edwardsøen i Beni-territoriet, Nord-Kivu, DRC og uden om Rwenzori-bjergene på dens østlige side, og munder ud i Albertsøen i Albertine Rift, i Irumu-territoriet, Ituri-provinsen, DRC med udsigt over Blue Mountains til venstre mod vest. Dens udmunding er tæt på landsbyen Katolingo i Kanara, Ntoroko-distriktet i Uganda. Langs dens nedre strækninger bugter den og udgør en del af den internationale grænse mellem DRC og de vestlige ugandiske distrikter Bundibugyo og Ntoroko, nær Semuliki nationalpark.
Tiltagende snesmeltning fra Rwenzoris, overgræsning og andre ændringer af afvandingsområdet har forårsaget erosion af bredederne, og hyppige ændringer i forløbet af flodens bugtende nedre dele. Nogle steder taber Uganda op til 10 meter jord om året på dens side af floden til erosion og silt fra Semliki fylder gradvist den sydlige ende af Lake Albert. Andre steder er det DRC, der mister territorium, da det skiftende flodløb ændrer grænsens placering.

## Flodens løb
Semliki begynder nær landsbyen Ishango, DRC, ved den nordlige ende af Lake Edward og går snart ind i Virunga nationalpark, hvorigennem den løber over meget af dens øvre løb. A-109-vejen mellem Mpondwe, Uganda og Beni, DRC, går langs højre bred, nogle gange i nærheden og nogle gange på afstand, mens floden bugter sig gennem parken. Lidt sydøst for Beni passerer floden under A-109 vejen og fortsætter mod nord. På dette punkt løber floden vest for Mount Baker (Kiyanja) i Rwenzori Mountains nationalpark i Uganda.
Før den forlader nationalparken, passerer floden under en anden vej, der forbinder DRC-bosættelsen Oicha med bosættelser i Semliki-dalen vest for grænsen mellem DRC – Uganda og Uganda-byen Bundibugyo . Nedstrøms for krydsningen forlader floden Virunga nationalpark og løber langs den vestlige kant af Semuliki nationalpark, som ligger i Uganda. Her bliver floden grænse mellem DRC og Uganda, hvilket den forbliver for det meste af resten af flodens løb. Når floden forlader Semuliki Park, nærmer den sig Sempaya nationalpark og Toro vildtreservat, begge i Uganda. Over sin sidste strækning løber floden vest for den internationale grænse og løber ind i den sydlige ende af Lake Albert ved et punkt sydøst for Bunia, DRC.

## Beboere
De to vigtigste etniske grupper i regionen er Amba-folket (Baamba, Bwamba) og Bakonjo (Konjo).  Folk i Semliki-dalen omfatter Batuku, der er pastorale kvægholdere, hvis besætninger græsser langs floden. Små bestande af Batwa (pygmæer), som traditionelt har været skovjæger-samlere, lever også i dalen.

## Flora og fauna
I Semuliki nationalpark ligner skoven den i Congo-flodens bassin. Cynometra alexandri, der er en tropisk træart, dominerer, men afveksles med andre træer og sumpflora. Den årlige nedbør i den tropiske skov er i gennemsnit 1.moo mm.
Der er mere end 400 fuglearter, bl.a. congodrossel, congobulbul, og ni arter af næsehornsfugle i parken, ligesom der er fundet over 490 arter af sommerfugle. Blandt pattedyrene i parken er elefanter, leopard, afrikansk guldkat, bøfler, flodheste, duikere og pygmæ skællede flyveegern.
Undervejs har Semliki et fald på omkring 300 meter gennem en række strømfald, og dette isolerer Edwardsøens fiskearter, og mange af dem findes ingen andre steder, fra dem, der findes ned ad floden i Albertsøen (og følgelig Nilen) 